# Джеймс Робертсон
Джеймс Робертсон (англ. James Robertson; 1813—1888) — англійський фотограф та гравер дорогоцінних каменів і монет, який працював у регіонах Середземномор'я, Криму і, можливо, Індії. Один з перших військових фотографів.
Робертсон народився в Міддлсексі в 1813 році. Навчався мистецтва гравіювання у Вільяма Вайона) і в 1843 році почав працювати гравером в Османському Імператорському монетному дворі в Константинополі. Вважається, що Робертсон зацікавився фотографією під час свого перебування в Османській імперії у 1840 році.
У 1853 році почав фотографувати з британським фотографом Феліче Беато. Вони заснували компанію Robertson & Беато у 1853 чи в 1854 році, коли Робертсон відкрив фотостудію у Константинополі. В 1854 році Робертсон та Беато, разом з братом Феліче, Антоніо Беато, вирушають у фотографічну експедицію на Мальту, а в 1856 році в Грецію, в 1857 році — Єрусалим. Велика кількість фотознімків підписана «Робертсон, Беато і Ко», де під Ко ймовірно мається на увазі саме Антоніо.
Наприкінці 1854 або початку 1855 Робертсон одружується з сестрою братів Беато — Леонідою Марією Матильдою Беато. У них було три дочки, Кетрін Грейс (нар. 1856), Едіт Маркон Вердженс (нар. 1859) і Хелен Беатрук (нар. 1861).

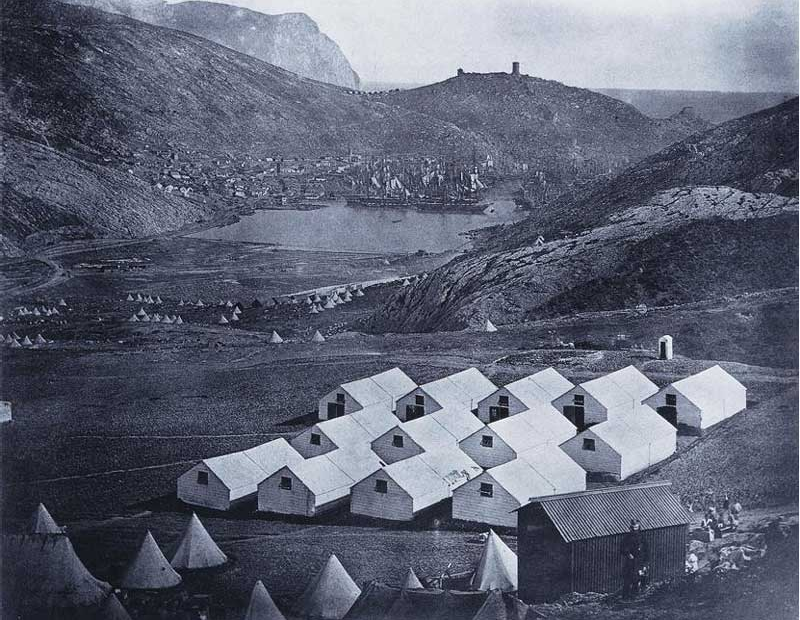
Військовий табір біля Балаклави напередодні Балаклавської битви під час Кримської війни. (Альбуміновий срібний друк, 1855 рік)

У 1855 році Робертсон і Феліче Беато вирушили до Балаклави, Крим, де зробили репортаж про Кримську війну.
Деякі джерела припускають, що в 1857 році Робертсон і Феліче Беато вирушили до Індії, щоб сфотографувати події індійського повстання, але більш імовірно, що Беато їздив туди один. Приблизно в цей час Робертсон робив фотографії в Палестині, Сирії, Мальті, і в Каїрі з одним або обома братами Беато.
У 1860 році, після того, як Фелікс Беато поїхав до Китаю, щоб сфотографувати події Другої опіумної війни, а Антоніо Беато вирушив до Єгипту, Робертсон спільно з Чарльзом Шефердом працює в Константинополі.
Робертсон можливо кинув заняття фотографією в 1860-х роках, коли повернувся до роботи гравера в Османському Імператорському Монетному дворі. В 1881 році він пішов у відставку. В січні 1882 року виїхав до Йокогами, Японія. Джеймс Робертсон помер у квітні 1888 року.